# Chiaramonte Gulfi
Chiaramonte Gulfi är en ort och kommun i kommunala konsortiet Ragusa, innan 2015 provinsen Ragusa, i regionen Sicilien i sydvästra Italien. Kommunen hade 8 126 invånare (2017).